# Microsporum distortum
Microsporum distortum är en svampart som beskrevs av Di Menna & Marples 1954. Microsporum distortum ingår i släktet Microsporum och familjen Arthrodermataceae.   Inga underarter finns listade i Catalogue of Life.